# 季節
季節（きせつ、英: season、伊: stagione、独: Jahreszeit、印: ऋतु、阿: فصل）とは、特定地域の天候や日照時間、昼夜の長さ、生態系などの変化に基づいて、一年を区分するために作った概念である。
地球では、地軸の傾きと公転によってさまざまな季節が生じ、どの季節に当たるかは、太陽に対する地球の位置によって決まる。地球上の多くの国々は一般的に、季節を「春夏秋冬といった四季」として認識しているが、そうではない国もある。
温帯や極地では、地表に届く太陽光の強さの変化によって季節が明確に分かれ、その影響の下、動物は冬眠や渡りを行い、植物は生命の循環に入ることもある。また、季節は一方的に地球上の環境に影響を与えるだけでなく、ハリケーンや竜巻、山火事などの多発期には、これらの自然現象が逆に当時の季節の影響を弱めたり、強めたりすることがある。
なお、人類は季節を区分し、天気予報を行うために「暦」を発明し、これを農学や天文学に活用してきた。

## 概要
北半球では、5月から7月にかけて最も多くの太陽光が降り注ぎ、この時期に太陽の方向を向くため、6月には夏至が祝われる。
南半球では、11月から翌年1月にかけて太陽光が最も強くなる。地球の自転軸の傾きにより、夏の間は太陽が高い位置にあり、日射量が増える。そのため、季節の遅れの影響もあり、北半球では6月から8月が最も暑く、南半球では12月から2月が最も暑い時期となる。
大半の西洋諸国では、太陽が黄道のどの位置にあるかで季節を分ける場合、春分点、夏至点、秋分点、冬至点を基準にする。春分から夏至までの間を春、夏至から秋分までの間を夏、秋分から冬至までを秋、冬至から春分までを冬とする。
東アジアでは、昼夜の長短を基準に季節を区分している。昼が長い時期が夏、夜が長い時期が冬である。この基準で季節を区分すると、春分を中心として立春から立夏までが春、夏至を中心として立夏から立秋までが夏、秋分を中心として立秋から立冬までが秋、冬至を中心として立冬から立春までが冬となる。その他、4月から9月までを暖候期、10月から3月までを寒候期とする場合もある。
寒帯や亜寒帯では、地球の公転により、見かけ上天球上における太陽の位置が変化する。
なお、地球上の国々は地域ごとの気候の違いに基に、季節を定義しており、そのため、現代および歴史的に多様な季節の概念が存在する：
- 温帯気候および亜寒帯気候の地域では、イタリア発祥の『グレゴリオ暦』や中国発祥の『旧暦』に基づき、春夏秋冬のある「四季[10]」が認識されている。日本も江戸時代中期までは中国と同じ旧暦を用いていたが[11]、江戸後期には独自の改良が試みられ[12]、明治以降は西洋諸国と同じ『グレゴリオ暦』へ移行した。
- 温帯気候の地域では、季節をより細かく分類し、プレヴァーナル（prevernal・寒春・春の前兆）、春、夏、セロティナル（serotinal・涼夏・夏の終わり）、秋、冬といった「六季」を用いることもある。また、暦に固定されない。
- 熱帯気候では、雨季と乾季の「二季[10]」が一般的だが、一部の地域では涼しい季節やハルマッタン（乾燥した寒冷な風が吹く時期）を含めた「三季」が認識されている。

さらに、季節に対する認識は「文化」や「国の伝統」と深く結びついている。特に古代文明や農耕民族のある国々にとっては、季節は特別な意味を持ち、種まきや収穫の時期を基準に生活が営まれ、これに伴い多彩な儀式や風習が発展してきた。たとえば、
- エジプトでは、ナイル川の氾濫を基に、氾濫期・生長期・低水期の「三季[13]」が定められた。
- インド南部では、「六季[14][15]」（Ritu、リトゥ）という独自の区分が存在し、インド南部に住む人々は、ほかの国々のような春・夏・秋・冬の概念や意識があまり一般的ではない。また、風物詩も六つの季節に分類され、農業や交易などに活用されている。
- 中国では、春夏秋冬や四季・季節といった概念を理解し、それぞれに対応する「漢字」を発明したうえで、「二十四節気[16][17][18]」や「七十二候」など、非常に細かく季節を分ける方法がある。これらの概念や漢字は、6世紀頃の飛鳥時代で日本へ伝来したとされる[19][20]。

## 形成の要因と影響

### 地軸の平行性
地軸の平行性は、地球やその他の多くの天体が持つ特性の一つで、「軸の方向」が「その軌道」を通じて常に同じ方向を向いていることを指す。

地球の軌道はおおよそ地軸の平行性を示しており、年間を通じて常に「ポラリス」、つまり日本語でいうところの北極星の方向を向いている。これが地球の季節の主要な原因の1つであり、下図に示されている。地軸の方向の僅かな変化、つまり「地軸歳差」は約26,000年をかけて起こり、そのため、現代の人類にはほとんど気づかれることは無い。

### 地軸の傾き
地球が太陽に対して傾いているため、太陽の直射線は夏至や冬至において、北回帰線（北緯23.4度）と南回帰線（南緯23.4度）の間を行き来する。
下の図は、地球の軸が北半球の冬至時にどのように太陽光線を受けるかを示している。地球が自転している時間帯に関係なく、北極は暗く、南極は明るくなる（北極圏の冬）。また、光が浅い角度で地球に届くため、大気中での光の散乱が増える。
季節は、地球の自転軸がその公転面に対して約23.4度傾いているために生じる。この傾きを「黄道傾斜」とも呼ぶ。
年のうちどの時期でも、北半球と南半球は常に反対の季節を迎える。夏や冬の間、一方の半球は太陽の光をより直接的に受けるため、これが地球の公転によって交互に変わる。
約半年間（おおよそ3月20日から9月22日まで）、北半球は太陽に向かって傾き、最大の露出が6月21日ごろに達する。その後の半年間は、南半球が同様に太陽に向かって傾き、最大の露出は12月21日ごろです。太陽が赤道直上に来る瞬間は春分・秋分である。この瞬間、北極と南極はちょうど境界線上にあり、昼夜はどちらの半球でも均等に分かれる。3月の春分の時点では、北半球は春を迎え、昼間の時間が長くなり、南半球は秋を迎え、昼間の時間が短くなる。
地軸の傾きの影響は、1年を通して日の長さや正午の太陽の高さとして観察できる。冬の月の間に太陽の角度が低いため、太陽からの放射線は地球の広い範囲に散らばり、受け取る光はより間接的で強度が低くなる。この「地球の軸の傾き」と「昼間の時間が短いこと」は、両半球の気候における季節的変動のほとんどを説明することが出来る。

### 楕円軌道や軌道偏心の無効化
地軸の平行性や傾斜と比べて、地球の「楕円軌道」は季節への影響がほとんど無い。
地球が太陽に最も近い位置（近日点）に達するのは1月であり、最も遠い位置（遠日点）に達するのは7月である。この事実から考えると、1月が最も暑く、7月が最も寒いはずだが、実際には北半球に住む人々の体感とは逆である。その理由は「太陽光の熱量は非常に大きく、常に太陽系全体に放射されており、それに比べると、地球と太陽の距離の遠近によって生じる温度差は僅かである」ためである。つまり、地球が太陽に近づいたり、遠ざかったりしても、地球上の温度はそれほど変化しない。科学的なデータによると、地球が一年を通して受ける日光量は約7%しか変動せず、この僅かな影響が、砂漠や北極・南極の極端な気候を生み出す一因となっている。
また、「軌道の偏心」は気温に影響を与えることもあるが、ほかの天体はその影響を極端に受けるのに対し、地球の場合、この影響は小さいである。何故なら、地球ではほかの要因により、軌道偏心の影響が相殺されるからである。その要因は、「北半球には南半球よりも陸地が多く、陸地は海洋よりも早く冷え、早く温まる」ためである。地球の軌道偏心によって南半球の冬や夏は、北半球よりも顕著になるはずだが、実際には、南半球の広大な海洋によってその影響は和らげられている。

### 海洋性および半球性
季節ごとの天候の変動（変化）は、海洋やその他の大きな水域への接近、海流、エルニーニョ/ENSOなどの海洋的サイクル、そして風向きなどの要因にも依存する。
温帯および極地の地域では、季節は日光の量の変化によって特徴づけられ、この変化はしばしば植物の休眠や動物の冬眠を引き起こす。これらの効果は緯度や水域への近接度によって異なる。たとえば、南極点は南極大陸にあり、したがって南半球の海洋からの調整効果からかなり離れている。一方、北極点は北極海にあり、そのため、水によって温度の極端な変化が緩和される。その結果、南極は北極よりも一貫して寒くなる。
極地および温帯ゾーンの季節は、もう一方の半球とは逆転している。北半球が夏の時期であれば、南半球は冬の時期にあり、その逆もまた然りである。

## 四季

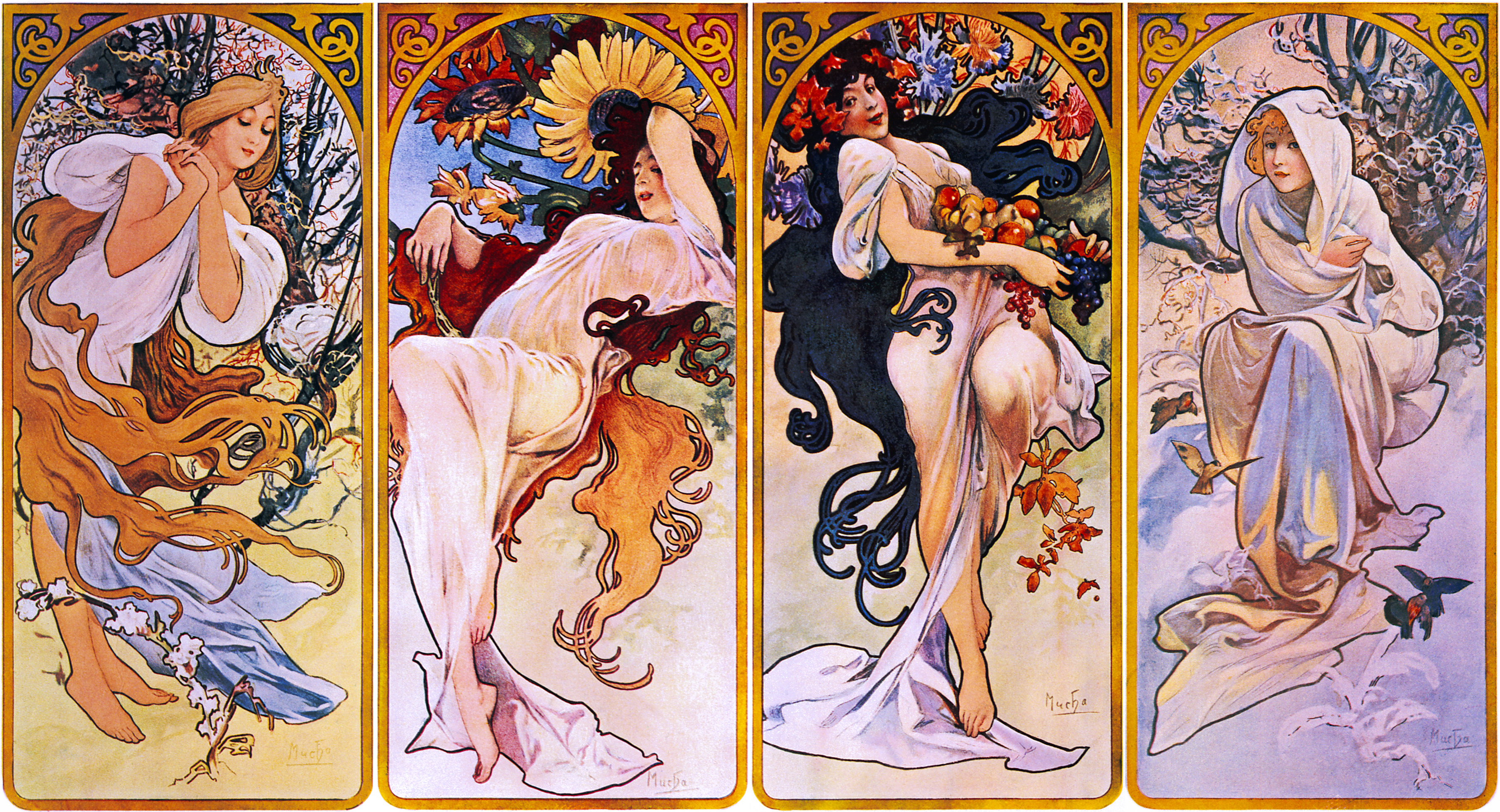
1897年、チェコ人のアルフォンス・ミュシャが描いた『四季の女神シリーズ』は、それぞれギリシャ神話で登場した春夏秋冬の女神を象徴する。
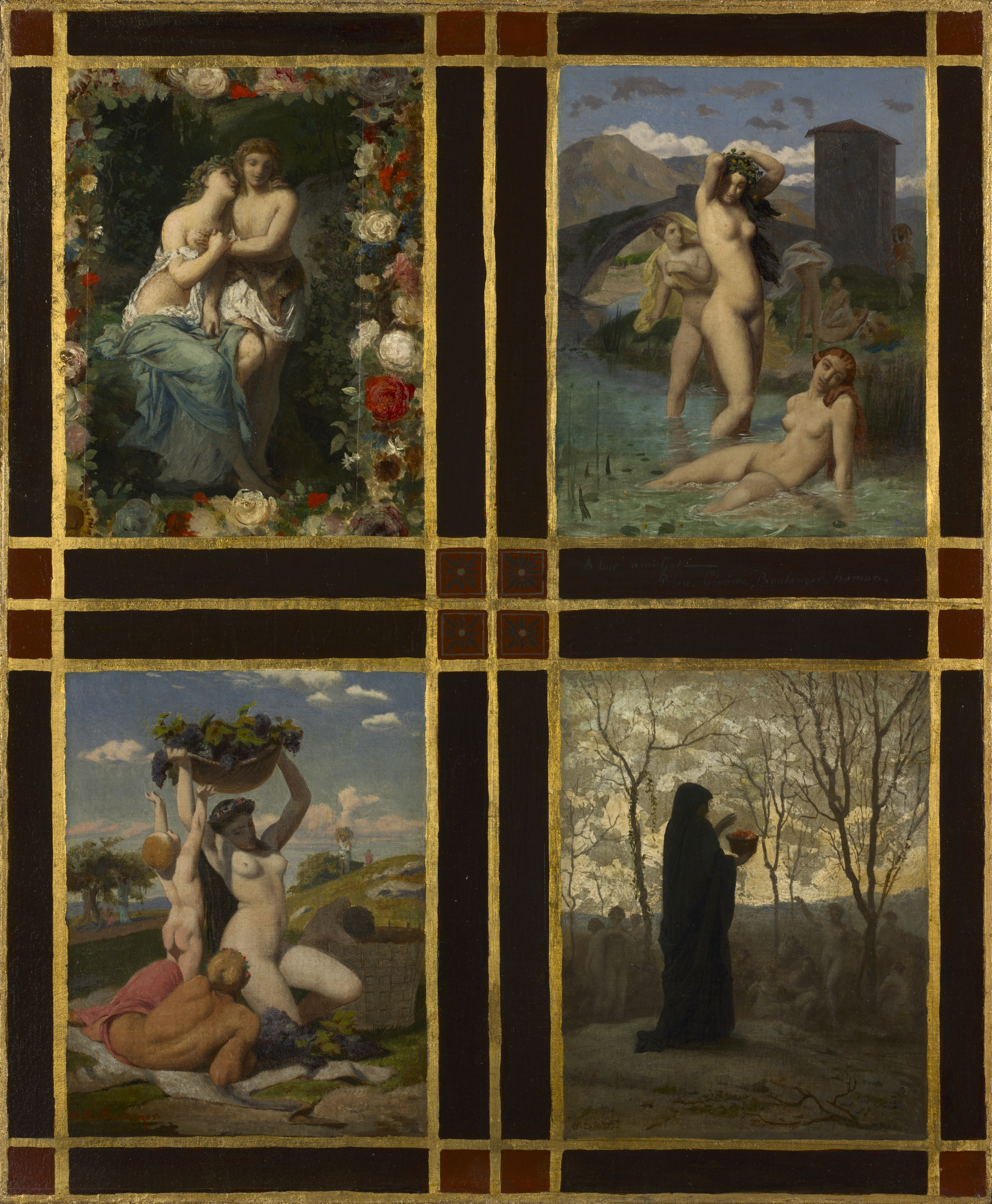
『四季』という絵（1850年）。アメリカのクリーブランド美術館所蔵。ピクー、ジェローム、ブーランジェ、ハモンの四人のフランス人によって描かれた絵を一つの枠に収めた美術品。
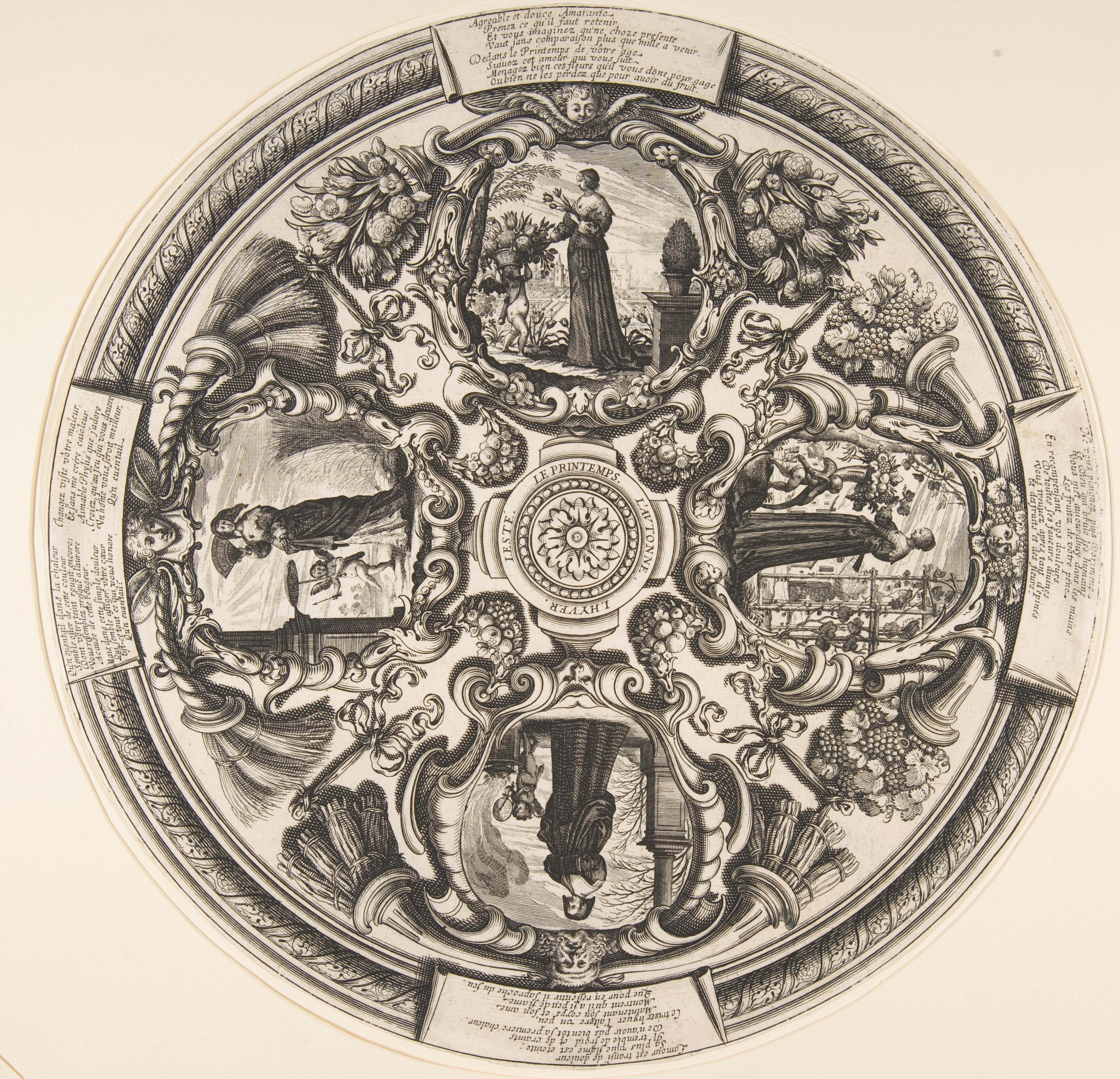
『四季』という版画（17世紀末期）[26]。アメリカのメトロポリタン美術館所蔵。

地球上のほとんどの国々では、最も暑い季節を「夏」、最も寒い季節を「冬」と定義し、それらを二つで挟む季節を「春」と「秋」といった「四季モデル」が採用されている。
この視点は世界各国の「暦」にも反映されており、各国は暦で春夏秋冬の始まりと終わりを明確に示している。しかし、同じ春夏秋冬であっても、それは絶対的な一致ではなく、相対的なものであると言える。たとえば、世界の大半の国々では「花は春と夏に咲く」というのが常識だが、「秋や冬こそ花が咲く季節だ」とする国もある。また、最も寒い季節である冬でも、世界各地の祭りや伝統行事は全く異なっている。これらの文化の違いにより、同じ「四季」という言葉を使っていても、世界中の人々が抱く印象や思考は全然異なる。
大きな例外は熱帯地域で、これらの地域では春夏秋冬の概念がない。何故なら、明確な気温の変化や雪の存在を観察できないからである。
西洋では、四季で一年を区分けする行為は少なくとも、共和政ローマの時代から存在し続けている。紀元前100年頃、ヴァッロの『農業論』にはその最初の記録があった。ヴァッロは、春・夏・秋・冬がそれぞれ水瓶座、牡牛座、獅子座、蠍座に対応し、太陽がこれらの星座を通過する第23日目に、春夏秋冬が始まると述べた。彼がこの記録を残した9年前、ジュリアス・シーザーは『ローマ暦』を改革したため、ヴァッロはこれをさらに改良し、イタリア半島における春・夏・秋・冬の開始日をそれぞれ2月7日、5月9日、8月11日、11月10日と設定した。
四季の移り変わりを示す日付や時間は、地域や国によって異なる。四季がある国々では、地元や全国メディアが「これからは夏」といった形で、季節の到来を宣言するのが一般的である。こうした国々では、「暦」に対する観察が非常に敏感で、暦に合わない気候が発生した場合はすぐに気づかれる。また、前述の通り、赤道付近の北側や南側に位置する国々では、政府が季節を宣言することはあまり無い。

### 気象学における四季の基準

#### 西欧と南半球の定義
1780年、ドイツ・バイエルン州で設立された世界初の国際気象団体「気象学会」（de:Societas Meteorologica Palatina）は、四季を「グレゴリオ暦の12か月を3か月ごとに区切る形」で定義した。具体的には、北半球の温帯地域では、春は3月1日、夏は6月1日、秋は9月1日、冬は12月1日から始まる。南半球の温帯地域では、春は9月1日、夏は12月1日、秋は3月1日、冬は6月1日から始まる。なお、この気象学会は1795年に解散したが、かれらが定めた四季の定義は欧米諸国に大きな影響を与え、現在でも多くの国々で採用されている。
この定義はヨーロッパ中心の視点だが、南半球での解釈も論理的であり、ニュージーランド全国や、オーストラリアのニューサウスウェールズ州、ビクトリア州、タスマニア州、南オーストラリア州の南東地域、オーストラリア西部の南西地域、そして南のクイーンズランド州南部では、今でもこの定義を使って四季を分けている。
| 北半球 | 南半球 | 始まりの日 | 終わりの日                 |
| ------ | ------ | ---------- | -------------------------- |
| 春     | 秋     | 3月1日     | 5月31日                    |
| 夏     | 冬     | 6月1日     | 8月31日                    |
| 秋     | 春     | 9月1日     | 11月30日                   |
| 冬     | 夏     | 12月1日    | 2月28日（閏年の場合は29日) |

#### 北欧の定義
スウェーデンやフィンランドなどの北欧諸国では、四季に対する概念が異なる。「具体的な日付で四季を区切る」のではなく、「気温によって四季を区分する」概念が用いられている。これは「気温的季節（thermal seasons）」と呼ばれる。北欧の気象学者や報道機関は、春夏秋冬を次のように定義する：
- 春の始まりは、平均日気温が恒常的に「0°C」を超えた時と定義されている。
- 夏の始まりは、平均日気温が恒常的に「+10°C」を超えた時と定義されている。
- 秋の始まりは、平均日気温が恒常的に「+10°C」を下回った時と定義されている。
- 冬の始まりは、平均日気温が恒常的に「0°C」を下回った時と定義されている。

また、この「恒常的に」は国によって異なる。フィンランドの場合では「7日間連続して超過または下回ること」を指すが、スウェーデンの場合では「場合によって5日から7日と変動すること」を指す。
さらに、北欧の定義には以下の2つの重要な点がある：
1. 四季の始まりを固定された日に設定せず、毎年の観測によって決定する。そのため、毎年の春夏秋冬の長さは異なる。
2. 同じ定義を採用する国々であっても、必ずしも四季の区分が一致するわけでは無い。

#### 日本の定義
| 分類         | 分類         | 春                      | 夏                    | 秋                    | 冬                     |
| ------------ | ------------ | ----------------------- | --------------------- | --------------------- | ---------------------- |
| 伝統的季節   | 暦月区切り   | 旧暦正月（新暦2月頃）～ | 旧暦四月(新暦5月頃)～ | 旧暦七月(新暦8月頃)～ | 旧暦十月(新暦11月頃)～ |
| 伝統的季節   | 節月区切り   | 立春(2/3頃)～           | 立夏(5/5頃)～         | 立秋(8/7頃)～         | 立冬(11/7頃)～         |
| 気象学的季節 | 気象学的季節 | 3月～                   | 6月～                 | 9月～                 | 12月～                 |
| 天文学的季節 | 天文学的季節 | 春分（3/20頃）～        | 夏至（6/21頃）～      | 秋分（9/22頃）～      | 冬至（12/22頃）～      |

日本の属する気候帯の性質上、連続可変的に寒暖が移り行き、気候の変化がヨーロッパ諸国のように「次の日に目が覚めたら（積雪し）冬になっていた」ということがないため季節を四つに区切るのには無理がある。
夏至の時期は最も日照が長く、冬至は最も日照時間が短くなることから、太陽からの熱エネルギーの影響からもこの時期に最も暑く、あるいは寒くなりそうにも思うが、実際には地熱から影響を受けて、しばらくして大気の温度に影響が来るため、最暑期が立秋の頃や、最寒期が立春の頃にずれることになる。
このため、6月は梅雨入りまでは実質間的には春の終わり（晩春）であり、12月も上旬頃は実質、秋の終わり（晩秋）であることも多い。また冬から春・夏から秋への過渡期には「暑さ寒さも彼岸まで」と例えられるように、これも北日本と南日本ではかなり差もあり、年によって異なるが、3月の初頭は太平洋側や瀬戸内海側の平地でも降雪・凍結や冬日になることもあるため、実質的には冬の終わりである。同じく9月の初頭は残暑があるため、同様に夏の終わりであることも多く、また真夏日や熱帯夜にもなる。
テレビ番組やラジオ番組、特に定番ドラマの改編では春期を4月から6月、夏期を7月から9月、秋期を10月から12月、冬期を1月から3月と分けているケースがほとんどである（学校や官公庁・企業などの年度や決算期でもこのように区分している場合が多い）。これは、新年度の4月からの一年間を4等分するための日本の人為的な区分であって、社会通念・天文学的・気候学的な季節区分とは無関係である。
一方、暦（二十四節気）の上では、春は立春（2月4日）以降、夏は立夏（5月7日）以降、秋は立秋（8月7日）以降、冬は立冬（11月7日）以降であり、冒頭の社会通念上の四季よりも1か月ほど早い。気候的にも立春が寒さのピーク、立秋が暑さのピークの時期であり、一般的な社会通念とはずれている。そのためテレビの天気予報などでは、「暦の上では秋ですが、まだ暑いですね」「暦の上では春ですが、まだ寒いですね」といったコメントがなされることがある。俳句の季語も暦の上の季節に基づいている。
2020年、気象庁は季節の変わり目として、昆虫や鳥などの動物の出現や行動を、都市化等でその観察自体が困難になったことを理由に取り止めた。

## 季節と生物
植物においては、開花季、満開季、発芽季、紅葉季、落葉季、結実季などに分けられる。また、動物においても、例えば渡り鳥について渡来季と去来季などの概念が用いられることがある。